# Orlando Sá
Orlando Braga de Sá, né le 26 mai 1988 à Barcelos, est un ancien footballeur international portugais qui jouait au poste d'attaquant.

## Carrière

### Sporting Clube de Braga
Orlando Sá commence sa carrière en jeunes au SC Braga et est promu en équipe première lors de la saison 2007-2008. Il est cependant prêté immédiatement au Sport Clube Maria da Fonte, club de D3 portugaise. 
Il retourne au SC Braga en 2008, faisant ses débuts en Liga NOS le 5 janvier 2009 en jouant 1 minute lors d'une victoire à domicile 2-0 contre Belenenses. Le 7 mars, il marque son premier but dans cette compétition, en tant que remplaçant lors d'un match nul 2-2 contre CF Estrela da Amadora.
Durant sa période à Braga, il attire l'attention de Chelsea mais il n'y aura pas de suite.

### FC Porto
Le 1er juillet 2009, Orlando Sà est transféré chez le champion sortant, Porto, pour un montant estimé à 3 M€, Braga ayant retenu 20 % de droits économiques sur un futur transfert avec 20 % supplémentaires pour des parties inconnues. Étant arrivé blessé de son ancien club, il fait seulement ses débuts pour Porto le 2 janvier 2010, lors d'une victoire 2-0 contre UD Oliveirense lors de la Coupe du Portugal.
Lors de la saison 2010-2011, il est prêté au CD Nacional, à la suite de nombreuses blessures et de décisions techniques. Son meilleur moment avec le CD Nacional est son but victorieux lors du 2 à 1 contre Benfica le 21 août 2010. Il finit la saison avec six buts officiels, plus un avec l'Équipe olympique portugaise. 

### Fulham
À la fin du mercato d'été 2011, Orlando Sá rejoint le club de Premier League, Fulham dans un transfert gratuit, Porto retenant quand même 25 % de droits économiques. Il fait ses débuts avec sa nouvelle équipe lors d'un match de League Cup contre Chelsea à Stamford Bridge le 21 septembre, il y rate cependant un penalty. 3 jours plus tard, il fait sa première apparition en Premier League jouant 90 minutes dans un match nul 0-0 contre West Bromwich Albion. 
Il marque son premier et unique but pour Fulham le 31 décembre 2011, donnant l'avantage à son équipe à la 7e minute d'un match nul 1-1 contre Norwich City. En début de saison, il a lutté avec l'allure du jeu anglais mais a continué à s'adapter physiquement après quelques mois dans le pays. Il améliore également sa capacité à parler anglais. 
Avant que la saison 2012-2013 ne commence, il déclare sur le site du Fulham FC qu'il allait continuer à s'améliorer : "J'estime que c'est une pré-saison vraiment importante pour moi, je veux être vraiment préparé en avance de la nouvelle saison parce que je veux que cette année soit mon année. J'espère que je pourrai marquer plus de buts comme celui que j'ai obtenu contre Norwich. C'était un bon moment pour moi et j'espère que j'aurai beaucoup plus de moments comme celui que j'ai éprouvé à Carrow Road." 
Cependant, le 30 juin 2012, son contrat se termine d'un commun accord.

### AEL Limassol
Le 30 juillet 2012, Orlando Sá signe un contrat de 3 ans avec AEL Limassol. Il marque son premier but dans une compétition européenne le 6 décembre, aidant lors d'une victoire 3-0 à domicile contre l'Olympique de Marseille lors des phases de groupes de la Ligue Europa. 
Il commence la saison 2013-2014 en marquant 5 fois en seulement 3 matchs (contre Ethnikos Achna, APOEL Nicosie et Énosis Néon Paralimni) en championnat de Chypre.

### Legia Varsovie

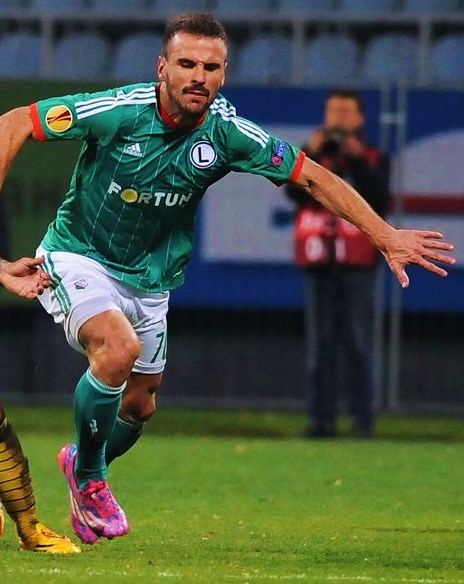
Orlando Sà avec le Legia Varsovie

Le 14 février 2014, Orlando Sá rejoint la Pologne et le Legia Varsovie et signe un contrat de 3,5 ans. Il était arrivé à Varsovie le jour précédent pour passer des tests médicaux. 
Il fait ses débuts en Ekstraklasa le 22 février 2014 dans une victoire 3-0 contre Górnik Zabrze. Il marque son premier but lors de la victoire 3-1 contre Zaglębie Lubin lors de la dernière journée de championnat. Grâce à cette victoire, le Legia Varsovie est sacré, pour la 10e fois de son histoire, Champion de Pologne.

### Reading Football Club
Le 29 juin 2015, Orlando Sá fait son retour en Angleterre et signe à Reading un contrat de 3 ans pour un montant inconnu. Il fait ses débuts pour le club le 8 août lors du match d'ouverture de Championship et d'une défaite 1-2 à Birmingham City, recevant pendant le temps additionnel un penalty sauvé par Tomasz Kuszczak.
Il marque son premier but le 29 août, lors d'une victoire à domicile 3-1 contre Brentford. Dans le match suivant, il marque un triplé lors de la victoire 5-1 contre Ipswich Town au Madejski Stadium. Au total, il marque 5 buts en 21 matchs joués toutes compétitions confondues, avec notamment une présence limitée par le nouvel entraîneur Brian McDermott.

### Maccabi Tel-Aviv FC
Le 26 janvier 2016, Orlando Sá signe un contrat de 3,5 ans avec le Maccabi Tel Aviv en Israël pour un montant inconnu.

### Standard de Liège
Le 31 août 2016, il rejoint le Standard de Liège en Belgique pour 4 saisons. 
Il fait ses débuts en Jupiler Pro League le 11 septembre lors d'une victoire 2-0 à domicile contre Genk. Lors de ce match, il y marque également son 1er but pour le club liégeois. Lors de sa première titularisation, lors du match nul 3-3 contre Courtrai, il y marque son premier doublé de la saison. Lors de ce match, il fête chacun de ses buts avec un selfie avec des supporters. La semaine suivante, lors de la victoire 5-0 contre Waasland-Beveren, il marque à nouveau un doublé.
Lors de la saison 2017-2018, il marque contre KV Malines puis reçoit un carton rouge lors de la défaite contre Saint-Trond VV.
Le 15 octobre 2017, il marque un doublé lors de la victoire contre le KV Courtrai.
Après un court épisode chinois au Henan Jianye FC, le Standard de Liège annonce le retour de son buteur le 19 juillet 2018. Le joueur a déclaré à la presse : "Je sens que je rentre à la maison et c'est un bon sentiment".

## Carrière internationale
Le 18 novembre 2008, dans l'un de ses matchs pour les Espoirs Portugais, Orlando Sá marque un triplé contre l'Espagne dans une victoire amicale à domicile 4-1. 
Seulement 3 mois plus tard, il est appelé en Équipe du Portugal par Carlos Queiroz lors d'un match amical contre la Finlande. Lors de cette victoire à domicile 1-0, il y remplace Hugo Almeida.

## Vie privée
Orlando Sà est marié à la chanteuse pop Teresa Villa-Lobos.

## Palmarès
FC Porto
- Vainqueur de la Coupe du Portugal en 2010.

 Legia Varsovie
- Champion de Pologne en 2014.
- Vainqueur de la Coupe de Pologne en 2015.

 Standard de liège
- Vainqueur de la Coupe de Belgique 2016